# Мактир, Хьюстон
Хьюстон Мактир (англ. Houston McTear; 12 февраля 1957, Окалуса, Флорида — 1 ноября 2015, Стокгольм) — американский легкоатлет, специалист по бегу на короткие дистанции. Входил в число сильнейших спринтеров США в 1975—1980 годах, многократный победитель и призёр первенств национального значения, бывший рекордсмен мира в беге на 60 метров.

## Биография
Хьюстон Мактир родился 12 февраля 1957 года в поселении Бейкер округа Окалуса, штат Флорида.
Занимался лёгкой атлетикой во время учёбы в местной старшей школе Baker High School, четырежды становился чемпионом штата в беге на 100 и 220 ярдов. В 1975 году журналом Track & Field News назван лучшим легкоатлетом среди учеников старших школ.
В 1976 году с результатом 10,16 выиграл серебряную медаль Национального олимпийского отборочного турнира в Юджине, уступив только Харви Глансу. Благодаря этому удачному выступлению удостоился права защищать честь страны на летних Олимпийских играх в Монреале, однако из-за полученной травмы ахиллова сухожилия вынужден был отказаться от участия, и его заменили Джонни Джонсом, который впоследствии финишировал на Играх шестым. В Монреале американская спринтерская команда без Мактира в составе одержала победу в эстафете 4 × 100 метров.
В 1978 году Хьюстон Мактир одержал победу на чемпионате США в беге на 60 метров, на соревнованиях в Лонг-Бич установил мировой рекорд в данной дисциплине — 6,54 (превзойдён лишь в 1986 году Беном Джонсоном). Был помещён на обложку журнала Sports Illustrated.
В 1979 году победил на международном турнире ISTAF в Берлине, отметился выступлением на VII летней Спартакиаде народов СССР в Москве — с результатом 10,39 стал серебряным призёром в 100-метровом беге, пропустив вперёд кубинца Сильвио Леонарда.
Рассматривался в качестве кандидата на участие в Олимпийских играх 1980 года в Москве, однако Соединённые Штаты бойкотировали эти соревнования по политическим причинам.
В 1980-х годах Мактир перестал выступать, впал в зависимость от наркотиков, испытывал серьёзные финансовые проблемы и в течение нескольких лет являлся бездомным.
В начале 1990-х годов предпринял попытку вернуться в лёгкую атлетику, в частности одержал победу на чемпионате Швеции в помещении, показав в беге на 60 метров результат 6,68.
Был женат на известной шведской бегунье Линде Хаглунд, есть четверо детей. Проживал с семьёй в Швеции, где владел компанией, занимавшейся спортивным консалтингом.
Умер от рака лёгкого 1 ноября 2015 года в Стокгольме в возрасте 58 лет. Жена Линда умерла спустя три недели, так же от рака.